# Enzo Maresca
Pour les articles homonymes, voir Maresca (homonymie).
Vincenzo Maresca dit Enzo Maresca, né le 10 février 1980 à Pontecagnano Faiano (Salerne), est un footballeur italien, évoluant au poste de milieu de terrain de la fin des années 1990 à celle des années 2010, et reconverti entraîneur.

## Biographie

### Enfance et formation
À quatorze ans, le jeune milieu de terrain Maresca quitte le centre de formation du Milan AC pour rejoindre Cagliari, où il termine sa formation et intègre les sélections de jeunes avec la Squadra Azzura.

### Joueur

#### Débuts anglais à West Brom
À dix-huit ans, Enzo Maresca rejoint le Championship et joue deux saisons incomplètes à West Bromwich Albion.

#### Retours en Italie
En janvier 2000, Maresca revient en Serie A, à la Juventus, alors club important européen, contre 4,3 millions £, alors montant record pour le club d’Albion. En concurrence avec Conte, Davids ou Zidane, Maresca est tout de suite prêté afin d’accumuler de l’expérience. D'abord Bologne, avant de revenir à la Juventus où il remporte la Serie A en 2001-02 en ayant disputé seize matchs.
Il est à nouveau prêté, à Piacenza où il réalise une bonne saison en 2002-03. Mais de retour à Turin il est toujours cantonné dans son rôle de remplaçant. Il décide alors de quitter la Juventus.
À l’été 2004 la Fiorentina le recrute en compagnie des autres espoirs italiens Miccoli et Chiellini pour 13M€. Malgré une bonne saison à titre individuel, l’équipe finit première non relégable. La Juve rachète les trois joueurs en fin de saison et revend immédiatement Enzo Maresca.

#### Titres avec le FC Séville
En juillet 2005, Maresca part pour Séville en Espagne, contre une indemnité de transfert de 2,5M€ et un contrat de quatre ans. Il devient rapidement un joueur clé pour son nouveau club, et finit sa première saison avec 29 matchs et huit buts en championnat. Il faut y ajouter onze matchs et trois buts en Coupe de l'UEFA que remporte le FC Séville. Maresca inscrit un but en finale contre Middlesbrough et est élu homme du match (4-0).
L’année suivante Séville remporte la Supercoupe d’Europe face au FC Barcelone (3-0), puis à nouveau la Coupe de l’UEFA, contre l’Espanyol Barcelone (2-2 t. a. b. 3-1). Le club remporte quelques jours plus tard la Coupe d’Espagne.
Maresca reste encore deux saisons à Séville, lors desquelles il n’est plus un titulaire indiscutable.

#### Olympiakos puis deux ans à Malaga
En 2009 Enzo Maresca signe à l’Olympiakos où il réalise une bonne saison sur le plan individuel. Le club finit deuxième de Superleague grecque.
Ayant rompu son contrat avec l’Olympiakos en août 2010, Maresca vient s’entrainer avec son ancien club à Florence. Le 7 décembre il signe à Malaga, fraichement racheté par Abdullah Al Thani. Lors de sa deuxième saison en Andalousie Malaga se qualifie pour la première fois de son histoire pour la Ligue des Champions. Maresca ne s’inscrit plus dans le projet du club.

#### Fin en Italie
En 2012, Maresca rentre en Italie après sept ans à l'étranger et signe un contrat avec la Sampdoria de Gênes.
En janvier 2014, il signe en faveur du club sicilien de l'US Palerme.

### Reconversion comme entraîneur

#### Formation et débuts peu concluants en tant qu'entraîneur
Enzo Maresca commence sa carrière d'entraîneur comme adjoint au Ascoli Picchio FC.
Après un passage en 2017-2018 dans l'encadrement du Séville FC[réf. nécessaire], il est adjoint de Manuel Pellegrini en 2018-2019 à West Ham United.

En 2020-21, l'ancien milieu de terrain rejoint Manchester City et s'occupe de l'équipe des moins de 23 ans.

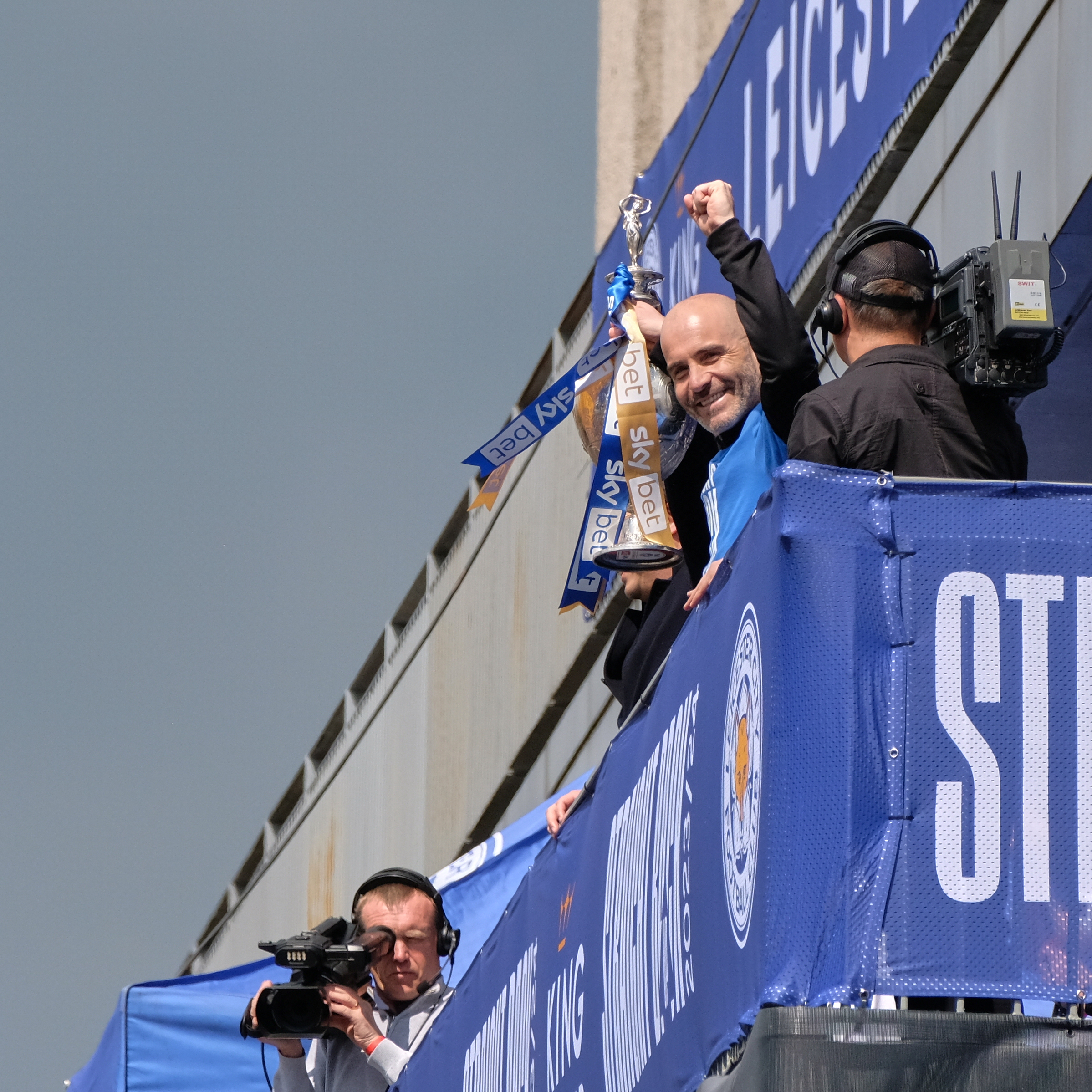
Maresca et le trophée de Championship 2024.

En 2021, il devient pour la première fois entraîneur principal, au Parme Calcio 1913 relégué en Serie B. Il y signe un contrat de trois ans avec comme objectif de remonter en Serie A. Il est licencié au bout de quatorze matchs.
Lors de la saison 2022-2023, Maresca revient à Manchester City, comme adjoint de Josep Guardiola sur l'équipe première. L'équipe remporte le triplé : Premier League-Cup-Ligue des champions.

#### Confirmation à Leicester City
Il est nommé entraîneur de Leicester City en juin 2023, le club est relégué en deuxième division anglaise, avec un contrat de trois ans. Il a comme objectif de remonter dès sa première saison en Premier League. Quart de finaliste de la Cup, le technicien fait forte impression en parvenant à ramener le club en PL en remportant le titre en Championship.

#### Retour au plus haut niveau à Chelsea
Il signe à Chelsea en tant qu'entraîneur le 3 juin 2024 et entre en fonction le 1er juillet 2024. Son contrat dure jusqu'en 2029, avec un an en option selon certaines sources. Selon The Athletic, Chelsea a choisi Enzo Maresca en raison du style de jeu prôné par l'Italien. La direction a également apprécié son caractère et le fait qu'il ait supporté la pression à Leicester, club qui devait impérativement remonter en Premier League. Il remporte l'UEFA Conférence League lors de la saison 2024-2025.

## Style de jeu

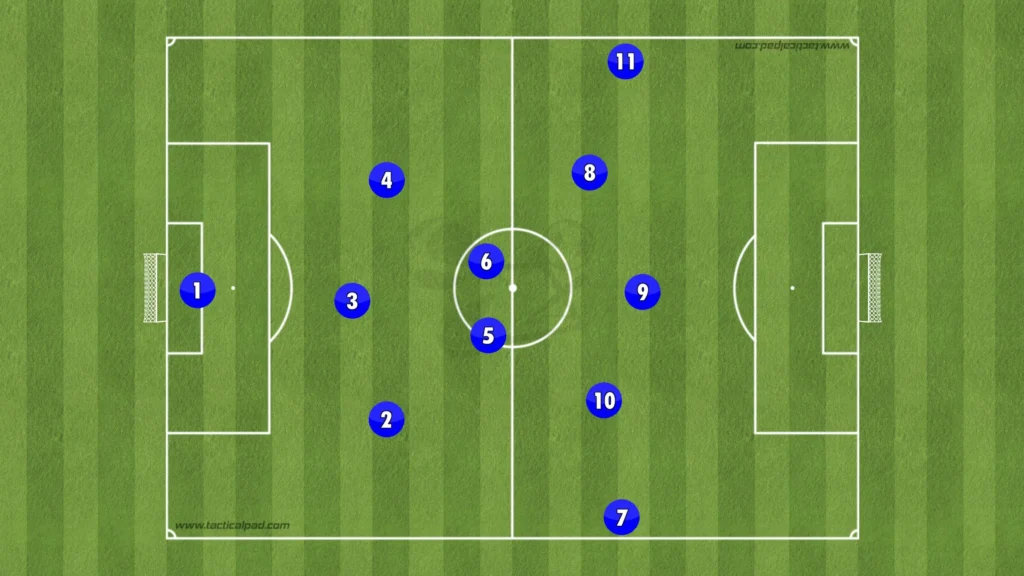
Le 3-2-4-1 utilisé par Maresca à Leicester

Une fois à la tête de Leicester, Maresca met des principes appris auprès de Pep Guardiola à Manchester City. Le style de jeu prôné par l'italien est similaire à celui de Pep: il veut une équipe vorace de possession, crée un surnombre en attaque et demande à ses défenseurs latéraux de s'intégrer dans le cœur du jeu. Il utilise un 3-2 à l'arrière pour relancer le ballon et demande à 4 joueurs offensifs de soutenir un attaquant évoluant en tête de la formation.

Son management présente la même distance avec les joueurs et la demande d'exemplarité. Enfin, il accepte aussi de se concentrer sur le terrain et de ne pas se mêler des transferts.

## Palmarès

### En tant que joueur
| Juventus Turin (1)                                                                         | FC Séville (5) | US Palerme (1)                     |
| ------------------------------------------------------------------------------------------ | --- | ---------------------------------- |
| - Championnat d'Italie (1) : - Champion en 2002 - Coupe d'Italie (0) : - Finaliste en 2004 | - Coupe de l'UEFA (2) : - Vainqueur en 2006 et 2007 - Supercoupe de l'UEFA (1) : - Vainqueur en 2006 - Coupe du Roi (1) : - Vainqueur en 2007 - Supercoupe d'Espagne (1) : - Vainqueur en 2007 | - Serie B (1) : - Champion en 2014 |

### En tant qu'entraîneur
| Leicester City (1)                       | Chelsea FC (2)                                                                                    |
| ---------------------------------------- | ------------------------------------------------------------------------------------------------- |
| - Championship (1) : - Vainqueur en 2024 | - Coupe du monde des clubs (1) : - Vainqueur en 2025 - Ligue Conférence (1) : - Vainqueur en 2025 |